# Heterias nichollsi
Heterias nichollsi är en kräftdjursart som först beskrevs av Claude Chappuis1951.  Heterias nichollsi ingår i släktet Heterias och familjen Janiridae. Inga underarter finns listade i Catalogue of Life.